# 敦南摩天大樓
敦南摩天大樓（英語：Tunnan Tower），舊名東帝士摩天大樓。該樓由東帝士關係企業投資建造，三門建築師事務所設計，興建時間為1987年11月至1991年2月，地上35層、地下4層，為東帝士集團在臺北市敦化南路興建的商辦摩天大樓，高143.4公尺，為臺北市第六高樓。東帝士摩天大樓和隔壁的遠企中心辦公大樓，同為1990年代臺北市知名的高樓地標。
2001年，東帝士摩天大樓發生火警，火勢只侷限在十樓並未蔓延，但十樓的承租戶信義房屋總部全部付之一炬。隨著東帝士集團的公司陸續解散，2006年東帝士摩天大樓遭台北地方法院拍賣，售出後易名為敦南摩天大樓，仍是臺北市知名的商辦大樓。

## 圖廊

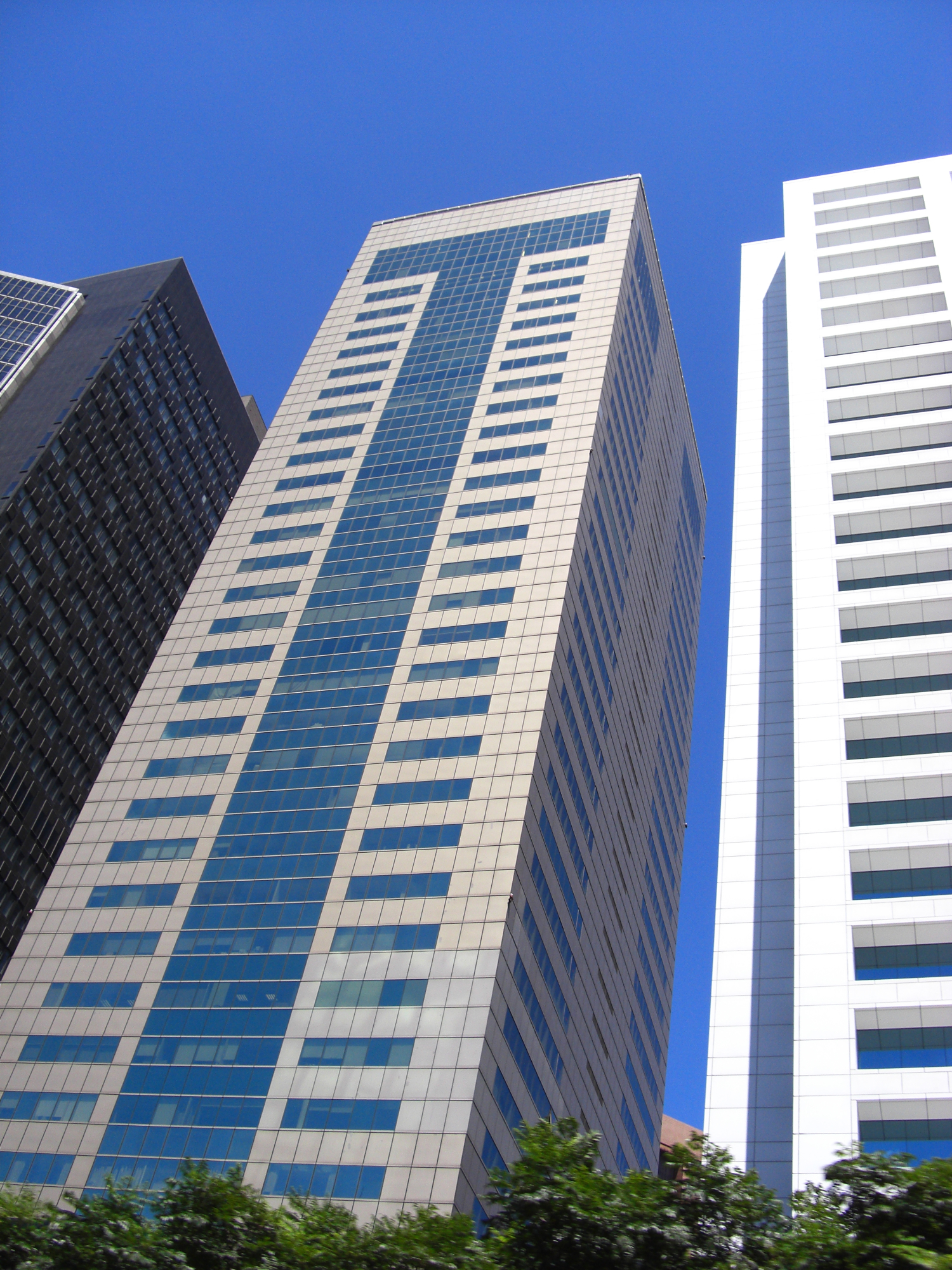
大樓外觀的玻璃帷幕排列出東帝士集團的英文首字「'''T字'''」
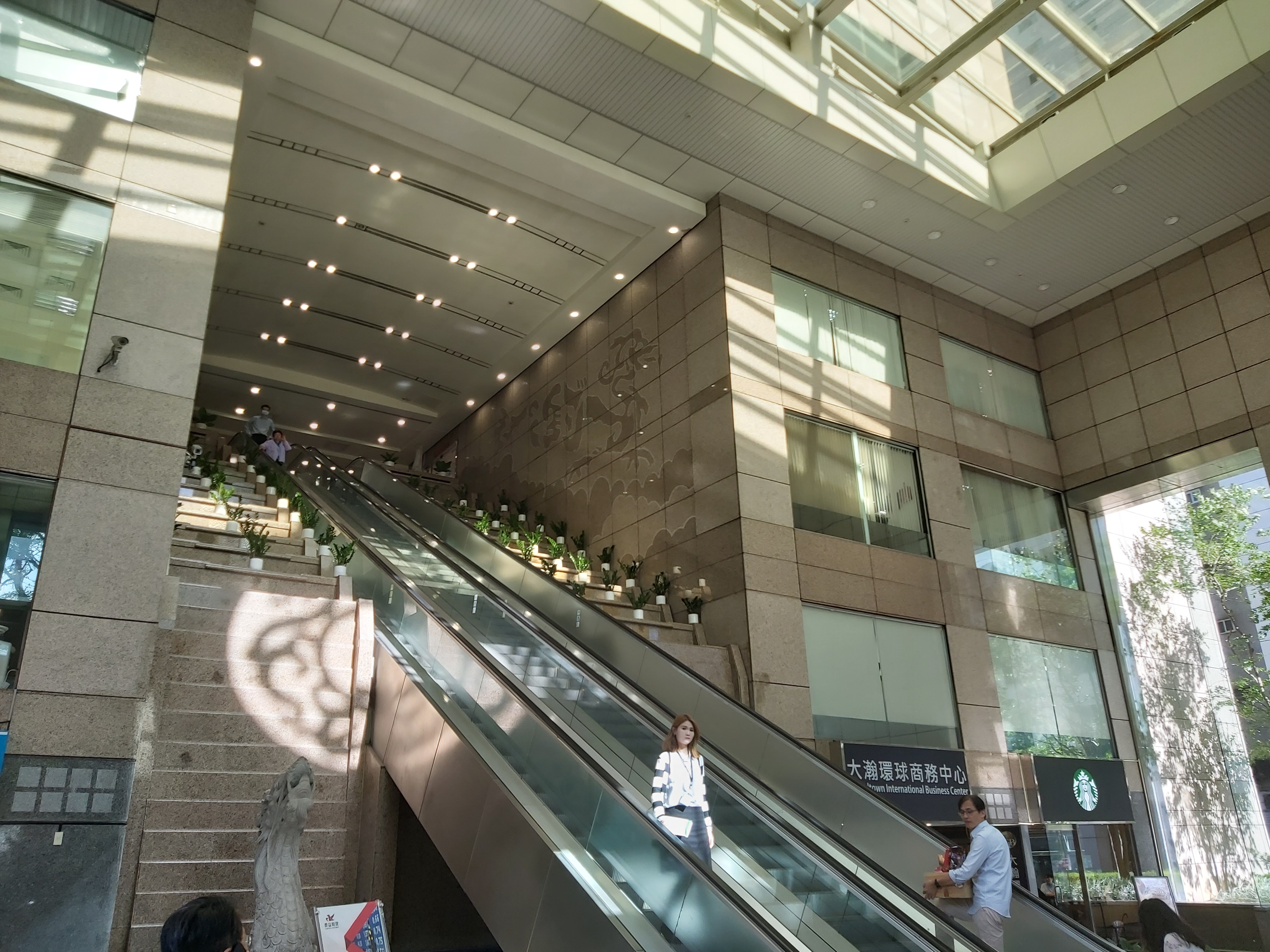
敦南摩天大樓大廳
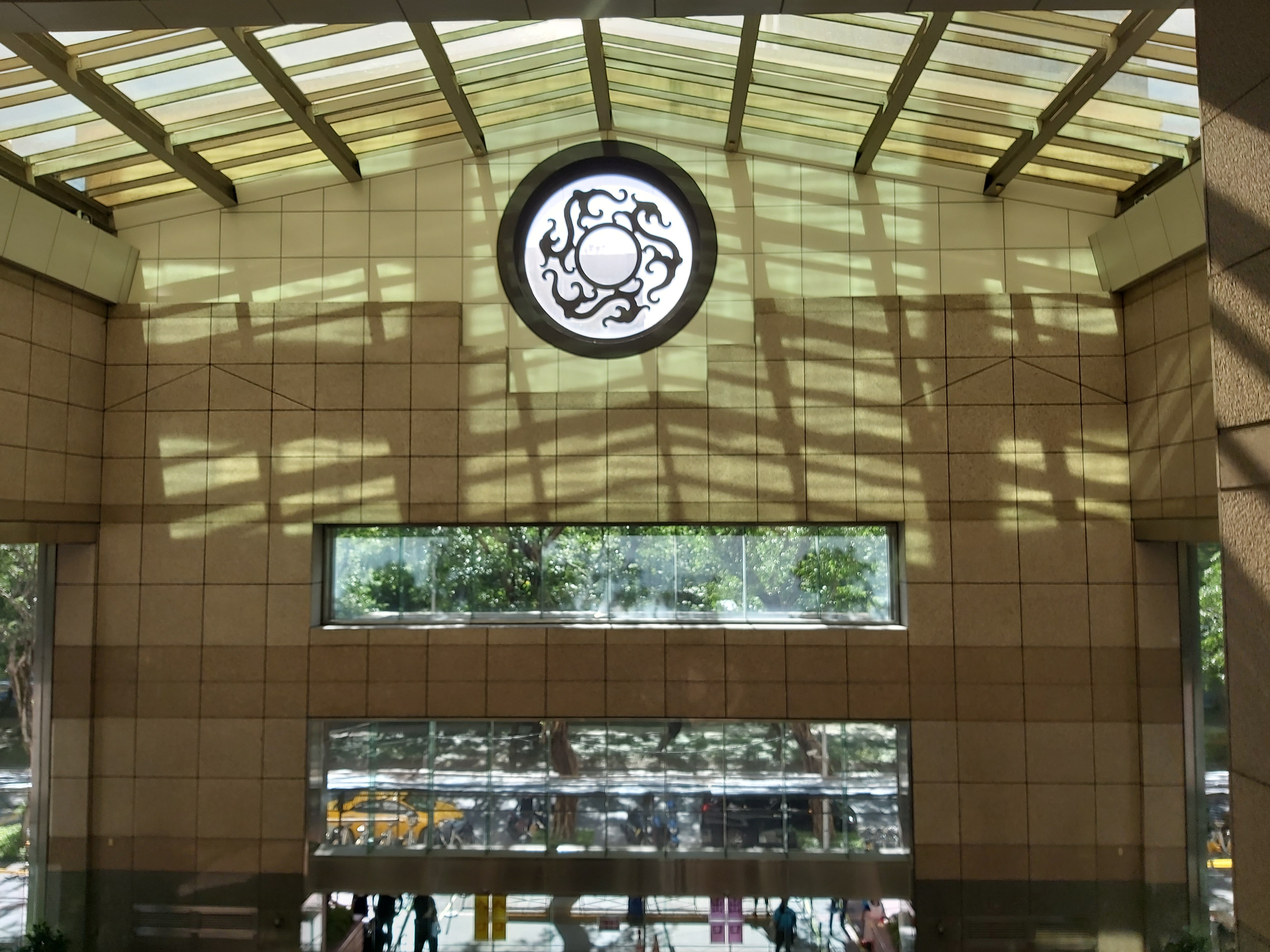
敦南摩天大樓大廳牆面「三龍戲珠」造型
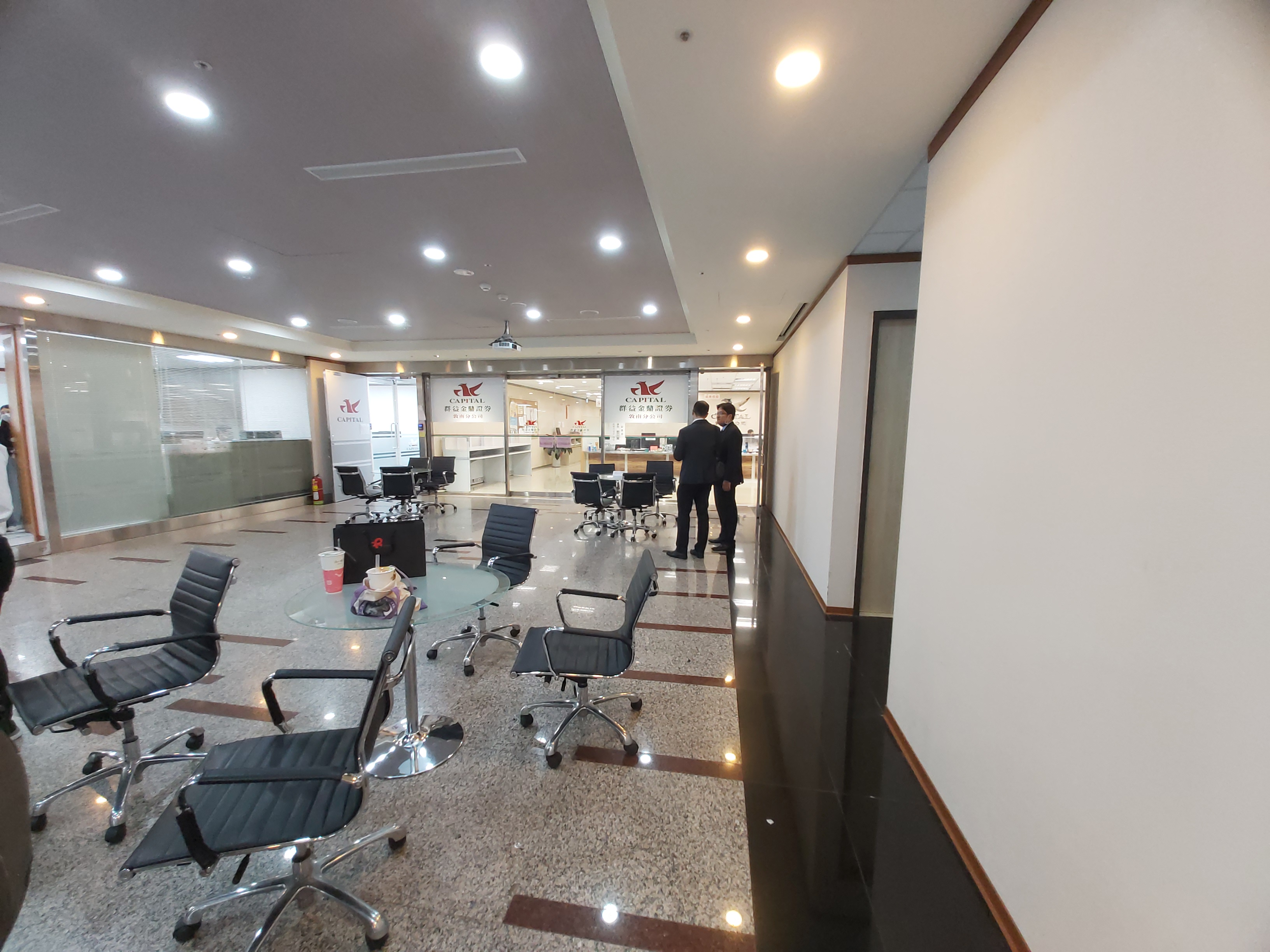
地下室的群益金鼎證券敦南分公司

## 外部連結
- 行政院文化建設委員會 國家文化資料庫：東帝士摩天大樓[永久]
- SkyscraperPage.com的介紹 （页面存档备份，存于）